# 부인사지
부인사지[夫人(符仁)寺址]는 대한민국 대구광역시 동구 신무동에 있는, 부인사는 신라 선덕여왕의 명복을 빌던 법당 터이다. 1988년 5월 30일 대구광역시의 기념물 제3호로 지정되었다.

## 개요
부인사는 신라 선덕여왕의 명복을 빌던 법당으로 ‘부인(夫人)’이란 선덕여왕을 말하는 것이라고 한다.
원래 이곳은 부처의 힘으로 외침을 막고자 새긴 고려 초조대장경판을 보관하던 곳이었으며, 고려 무신집권에 항거해 일어나 승려들의 본거지이기도 하였으나, 고려 고종 19년(1232) 몽고 침입으로 불타 없어졌다.
이 절터에는 축대, 초석, 당간지주 등 당시의 석조물이 많이 남아 있고, 주변에는 건물초석, 석탑, 석등들이 흩어져 있다. 이 석조물들은 당시 부인사의 규모을 알려주는 자료이다.

## 같이 보기
- 대구 부인사 석등 - 대구광역시 유형문화재 제16호
- 대구 부인사 서탑 - 대구광역시 유형문화재 제17호
- 대구 부인사 부도 - 대구광역시 유형문화재 제28호
- 부인사 일명암지 석등 - 대구광역시 문화재자료 제22호